# Butlletí de la Victòria
El Butlletí de la Victòria (en italià, Bollettino della Vittoria) és el document oficial amb què el general Armando Diaz, comandant de l'exèrcit italià, va anunciar la victòria d'Itàlia i la derrota de l'enemic en la Primera Guerra Mundial.
El seu autor material va ser el general Domenico Siciliani, cap de l'Oficina de Premsa de l'Alt Comandament. El text es va escriure en plaques de bronze dels canons capturats a l'enemic i s'exposa en totes les casernes i municipis d'Itàlia.
L'almirall Thaon di Revel, comandant suprem de la Regia Marina, va anunciar la victòria marítima d'Itàlia i la derrota de l'enemic en la Primera Guerra Mundial.

## El text
| Comando Supremo, 4 novembre 1918, ore 12 La guerra contro l'Austria-Ungheria che, sotto l'alta guida di S.M. il Re, duce supremo, l'Esercito Italiano, inferiore per numero e per mezzi, iniziò il 24 maggio 1915 e con fede incrollabile e tenace valore condusse ininterrotta ed asprissima per 41 mesi, è vinta. La gigantesca battaglia ingaggiata il 24 dello scorso ottobre ed alla quale prendevano parte cinquantuno divisioni italiane, tre britanniche, due francesi, una czeco slovacca ed un reggimento americano, contro settantatré divisioni austroungariche, è finita. La fulminea e arditissima avanzata del XXIX Corpo d'Armata su Trento, sbarrando le vie della ritirata alle armate nemiche del Trentino, travolte ad occidente dalle truppe della VII armata e ad oriente da quelle della I, VI e IV, ha determinato ieri lo sfacelo totale della fronte avversaria. Dal Brenta al Torre l'irresistibile slancio della XII, della VIII, della X armata e delle divisioni di cavalleria, ricaccia sempre più indietro il nemico fuggente. Nella pianura, S.A.R. il Duca d'Aosta avanza rapidamente alla testa della sua invitta III armata, anelante di ritornare sulle posizioni da essa già vittoriosamente conquistate, che mai aveva perdute. L'Esercito Austro-Ungarico è annientato: esso ha subito perdite gravissime nell'accanita resistenza dei primi giorni e nell'inseguimento ha perduto quantità ingentissime di materiale di ogni sorta e pressoché per intero i suoi magazzini e i depositi. Ha lasciato finora nelle nostre mani circa 300.000 prigionieri con interi stati maggiori e non meno di 5.000 cannoni. I resti di quello che fu uno dei più potenti eserciti del mondo risalgono in disordine e senza speranza le valli che avevano discese con orgogliosa sicurezza. Armando Diaz |  | Comandament Suprem, 4 de novembre de 1918, 12 h. La guerra contra Àustria-Hongria que, sota l'alt guiatge de S.M el Rei, cap suprem, l'exèrcit italià, inferior en nombre i en mitjans, va començar al 24 de maig de 1915 i amb una fe indestructible i un valor tenaç va dur a terme durament durant 41 mesos, i va guanyar. La gegantina batalla iniciada el 24 del passat octubre i en la qual han participat cinquanta-una divisions italianes, tres britàniques, dos franceses, una txecoslovaca i un regiment americà, contra setanta-tres divisions austrohongareses, ha acabat. El ràpid i audaç avanç del XXIX Cos de l'Exèrcit sobre Trento, bloquejant les vies de retirada als exèrcits enemics del Trentino, escombrades cap a l'occident per les tropes del VII exèrcit i cap a orient pel I, VI i IV, va provocar ahir el desastre total del font adeversari. Des de Brenta fins a Torre l'irresistible impuls del XII, del VIII, del X exèrcit i de les divisions de cavalleria van empènyer més enrere al enemig fugitiu. A la plana, S.A.R. el Duc d'Aosta avança ràpidament al capdavant del seu invencible III exèrcit, amb l'esperança de tornar a les posicions que victoriosament ha conquerit, que mai havia perdut. L'Exèrcit Austrohongarès està aniquilat: ha patit greus pèrdues en l'amarga resistència dels primers dies i en la persecució ha perdut gran quantitat de material de tota mena i gairebé tots els seus magatzems i dipòsits. Ha deixat fins ara a les nostres mans a prop de 300.000 presoners amb el seu Estat Major sencer i no menys de 5.000 canons. Les restes del que va ser un dels més poderosos exèrcits del món pugen en desordre i sense esperança les valls que havien baixat amb orgullosa seguretat. Armando Diaz |